# Голышевская волость
Го́лышевская волость (латыш. Goliševas pagasts) — одна из двадцати пяти территориальных единиц Лудзенского края Латвии. Находится на северо-востоке края. Граничит с Малнавской, Мердзенской и Блонтской волостями своего края, а также с Гавровской волостью Пыталовского района и Пограничной волостью Красногородского района Псковской области Российской Федерации.
Через Голышевскую волость проходит региональная автодорога P50 Карсава — российская граница (Айзгарша).
По территории волости протекает река Страуя. Граница с территорией России проходит по реке Лудзе.

## Население
На начало 2015 года население волости составляло 364 постоянных жителя.
Крупнейшими населёнными пунктами волости являются сёла: Голышева (волостной центр, латыш. Goliševa), Захары (латыш. Zahari), Антоновка (латыш. Antonovka).
По данным переписи населения Латвии 2011 года, из 409 жителей Голышевской волости русские составляли  74,82 % (306 чел.), латыши —  21,27 % (87 чел.), украинцы —  1,96 % (8 чел.), поляки —  1,22 % (5 чел.).

## История
В письменных источниках поселение на территории нынешней Голышевской волости упоминается в 1646 году в инвентарном списке Люцинского староства. С 1784 года Голышево числилось в составе Михайловского (Мердзенского) поместья.
В 1945 году в Мердзенской волости был создан Голышевский сельский совет. После отмены в 1949 году волостного деления он входил в состав Лудзенского района.
В 1979 году к Голышевскому сельсовету была присоединена часть территории Блонтского сельсовета.
В 1990 году Голышевский сельсовет был реорганизован в волость. В 2009 году, по окончании латвийской административно-территориальной реформы, Голышевская волость вошла в состав Карсавского края.
В 2021 году в результате новой административно-территориальной реформы Карсавский край был упразднён, Голышевская волость вошла в состав Лудзенского края.